# Mistrzostwa Polski Par Klubowych na Żużlu 1990
Mistrzostwa Polski Par Klubowych na Żużlu 1990 – zawody żużlowe, mające na celu wyłonienie medalistów mistrzostw Polski par klubowych w sezonie 1990. Rozegrano trzy turnieje eliminacyjne oraz finał, w którym zwyciężyli zawodnicy Polonii Bydgoszcz.

## Finał
- Rzeszów, 13 września 1990
- Sędzia: Marek Smyła

| Miejsce | Kluby                | Suma | Zawodnicy                                            | Punkty                                     |
| ------- | -------------------- | ---- | ---------------------------------------------------- | ------------------------------------------ |
| złoto   | Polonia Bydgoszcz    | 24   | Ryszard Dołomisiewicz Tomasz Gollob Jacek Woźniak    | 12 (3,3,2,2,2) 12 (1,2,3,3,3) ns           |
| srebro  | Stal Rzeszów         | 17   | Jan Krzystyniak Janusz Stachyra Janusz Ślączka       | 8 (0,2,3,0,3) 9 (2,1,2,2,2) ns             |
| brąz    | ROW Rybnik           | 16   | Mirosław Korbel Eugeniusz Skupień Antoni Skupień     | 2 (1,–,–,1,–) 11 (2,3,2,3,1) 3 (–,2,1,–,0) |
| 4       | Unia Leszno          | 13   | Roman Jankowski Zenon Kasprzak Piotr Pawlicki        | 4 (3,1,d,–,–) 6 (t,0,–,3,3) 3 (–,–,1,1,1)  |
| 5       | Motor Lublin         | 11   | Dariusz Stenka Jerzy Głogowski Dariusz Śledź         | 2 (2,0,0,–,–) 3 (0,–,–,2,1) 6 (–,3,3,0,0)  |
| 6       | Falubaz Zielona Góra | 9    | Andrzej Huszcza Jarosław Szymkowiak Andrzej Zarzecki | 4 (1,1,1,d,1) 5 (3,0,0,2,0) ns             |